# Szybolet
Szybolet (hebr. ‏שִׁבֹּלֶת‎) – znak rozpoznawczy, często wyraz lub hasło zawierające charakterystyczną dla danego języka głoskę, której cudzoziemiec, obcy nie potrafi wymówić.
Historycznie w języku hebrajskim słowo szibbōlet, oznaczające „powódź”, „strumień” lub „kłos”, było wymawiane inaczej przez Gileadczyków i Efraimitów, co pozwalało na łatwe odróżnienie przedstawicieli tych dwóch nacji i wymordowanie Efraimitów.

⁵ Następnie Gileadczycy odcięli Efraimitom drogę do brodów Jordanu, a gdy zbiegowie z Efraima mówili: „Pozwól mi przejść”, Gileadczycy zadawali pytanie: „Czy jesteś Efraimitą?” – A kiedy odpowiadał: „Nie”, ⁶ wówczas nakazywali mu: „Wymówże więc Szibbolet” Jeśli rzekł: „Sibbolet” – a inaczej nie mógł wymówić – chwytali go i zabijali u brodu Jordanu. Tak zginęło przy tej sposobności czterdzieści dwa tysiące Efraimitów.

## Przykłady

### Polskie
Za przykład zastosowania szyboletu w polskiej historii często uznawane są trudne do poprawnego wymówienia przez cudzoziemców słowa: „soczewica”, „koło”, „miele”, „młyn”, które miały zostać użyte do wyłuskania spośród mieszczan osób pochodzenia niemieckiego po stłumieniu buntu wójta Alberta w Krakowie w 1312 roku. Jest to jednak przekaz apokryficzny podany przez pochodzący z XVI w. odpis Rocznika świętokrzyskiego. Żadne inne źródło nie przekazuje tego epizodu, a sam pomysł rozróżniania mieszczan krakowskich ze względu na pochodzenie musiałby zakończyć się rzezią większości mieszkańców miasta, ponieważ było ono w przeważającej mierze zamieszkane przez ludność niemieckojęzyczną.

### Ukraińskie
W czasie inwazji Rosji na Ukrainę w 2022 rolę szyboletu pełni nazwa tradycyjnego chleba palanycy.

### Inne
W powstaniu tkaczy w Brugii odróżnieniu obcych służyły słowa scilt ende vrient (tarcza i przyjaciel). W rzezi pietruszkowej była to perejil (pietruszka).